# Michael Weisse
Michael Weisse (kolem 1488, Nisa, Niské knížectví ‒ březen 1534, Lanškroun) byl františkánem, římským a bratrským knězem a redaktorem nejstaršího německojazyčného tištěného kancionálu Jednoty bratrské.

## Život
Pocházel z Horního Slezska, v roce 1504 byl zapsán na univerzitě v Krakově a stal se členem františkánského konventu ve Vratislavi. Kolem roku 1518 z nejasných důvodů uprchl společně se svým řádovým druhem Janem Čížkem do Čech a v Litomyšli, zřejmě pod vlivem Vavřince Krasonického, přistoupil k Jednotě bratrské. Mezi lety 1522‒1524 se spolu s Janem Rohem účastnil pěti poselstev k Martinu Lutherovi. V roce 1531 byl ordinován ke kněžskému úřadu a stal se duchovním správcem sboru v Lanškrouně, kde pobýval snad již dříve. V roce 1532 byl na synodu v Brandýse nad Orlicí zvolen do úzké rady. V závěru svého života se však ‒ částečně z věroučných důvodů (byl člověk tvrdý, počal byl zase proti bratřím povstávati a s kněžími se přízniti) ‒ s vedením Jednoty dostal do konfliktu, přičemž se sblížil s Vojtěchem z Pernštejna. Ten byl podle bratrských pramenů zároveň příčinou Weisseho smrti (nakrmil ho vlkem), k níž došlo v Lanškrouně.

## Dílo
Vedení Jednoty pověřilo Michaela Weisseho redakcí německého kancionálu, který měl být určen německojazyčným bratrským sborům. Byl vytištěn pod názvem Ein New Gesengbuchlen v roce 1531 u Jiříka Štyrsy v Mladé Boleslavi. Jde o první německý protestantský tištěný kancionál a první český hudební tisk, vysazený pohyblivými notovými typy. Je uveden předmluvou, v níž je dílo věnováno sborům v Lanškrouně a ve Fulneku, v nichž žily početné německojazyčné komunity, které se vytvořily příchodem braniborských valdenských do Čech v 80. letech 15. století. Poté následuje přehled jednotlivých částí (odrážejících bratrský věroučný systém), do nichž byly písně rozčleněny, abecední přehled všech písní a veršovaný úvod s napomenutím ke čtenáři. Textová část obsahuje 157 zpěvů a písní (většinu textů složil sám Weisse) se 112 nápěvy, jimž byly předlohou starší psaný německý kancionál a tištěný český bratrský kancionál, čtyři písně pocházejí z okruhu moravských křtěnců. Závěr kancionálu tvoří veršovaný doslov.
Po roce 1531 vyšel Weisseho kancionál v několika reedicích, než byl v roce 1544 nahrazen novým německojazyčným bratrským kancionálem, připraveným k vydání Janem Rohem. Vysoký počet vydání zaznamenaly malé výběry jeho písní (zpravila po dvou až osmi textech), které vycházely v Říši v drobných laciných tiscích určených širšímu publiku zejména v první polovině 16. století. Reedice Weisseho kancionálu:
- Ein hubsch new Gesangbuch, darinnen begrieffen die Kirchenordnug vnnd geseng, die zur Lantskron vnnd Fulneck inn Behem, von der Christlichen Bruderschafft den Piccarden, die bißhero für vnchristen vnd Ketzer gehalten, gebraucht vnnd teglich Gott zu ehren gesungen werden. (Ulm 1538)
- Das Picardisch Gesangbuch, oder Kirchenordnung der Christlichen Bruderschafft Picarden genant, darinn die gantze summ des Newen Testaments begriffen. (Ulm 1539)
- Ein hübsch Christlich gesangbuchlen, darinnen kirchen ordnung vnd gesenge so jetzund in allen orten da die warheit Jhesu Christi klar lauter vnd rein verkündiget vnd gepredigt wird, von den Christgleubigen gebraucht vnd teglich Got dem aller höchsten zu ehren gesungen werden. (Ulm 1539/1541)

Weissovy písně vysoce oceňoval Martin Luther, což přispělo k jejich rozšíření prostřednictvím evangelických kancionálů. Staly se základem německého protestantského písňového repertoáru a v evangelických sborech se při bohoslužbách zpívají dodnes, např. Gelobt sei Gott im höchsten Thron či Der Tag bricht an und zeiget sich. Weisseho písňová tvorba se dočkala pozornosti zejména moderní německé hymnografie, české odborné veřejnosti zpřístupnil Weisseho dílo vydáním faksimile jeho kancionálu z roku 1531 Zdeněk V. Tobolka.

### Edice
- AMELN, Konrad (Hg.). Michael Weisse. Gesangbuch der Böhmischen Brüder 1531 in Originalgetreuem Nachdruck. Kassel-Basel 1957.
- FIEDLER, Joseph (ed.). Todtenbuch der Geistlichkeit der Böhmischen Brüder. Fontes rerum Austriacarum. Oesterreichische Geschichts-Quellen. Abt. 1. Scriptores. Bd. 5. Wien 1863, 227 (životopisné údaje podle bratrského Nekrologia).
- LEHMANN, Emil (Hg.). Michael Weisse. Auswahl aus seinem Landskroner Liederbuch von 1531. Zur Fünfzigjahrfeier des Landskroner Gymnasiums. Landskron 1922 (Landskroner Heimatbücherei, 10).
- MÜTZELL, Julius (Hg.). Geistliche Lieder der Evangelischen Kirche aus dem sechszehnten Jahrhundert. Bd. 1. Berlin 1855.
- THOMAS, Wilhelm (Hg.). Michael Weiße. Gesangbuch der Böhmischen Brüder vom Jahre 1531. Kassel 1931.
- TOBOLKA, Zdeněk Václav (ed.). Ein New Gesengbuchlen. Praha 1931 (Monumenta Bohemiae typographica, 10).
- WACKERNAGEL, Philipp (Hg.). Das deutsche Kirchenlied von der ältesten Zeit bis zu Anfang des XVII. Jahrhunderts. Bd. 3. Das deutsche Kirchenlied von der ältesten Zeit bis zu Anfang des XVII. Jahrhunderts mit Berücksichtigung der deutschen kirchlichen Liederdichtung im weiteren Sinne und der lateinischen von Hilarius bis Georg Fabricius und Wolfgang Ammonius. Leipzig 1870.